# جيمس نابير روبرتسون
جيمس نابير روبرتسون (بالإنجليزية: James Napier Robertson)‏ هو كاتب سيناريو ومخرج وممثل نيوزلندي، ولد في 24 مارس 1982 في نيوزيلندا.

## وصلات خارجية
- جيمس نابير روبرتسون على موقع IMDb (الإنجليزية)
- جيمس نابير روبرتسون على موقع ميتاكريتيك (الإنجليزية)
- جيمس نابير روبرتسون على موقع روتن توميتوز (الإنجليزية)
- جيمس نابير روبرتسون على موقع ألو سيني (الفرنسية)
- جيمس نابير روبرتسون على موقع أول موفي (الإنجليزية)
- جيمس نابير روبرتسون على موقع قاعدة بيانات الفيلم (الإنجليزية)
- جيمس نابير روبرتسون على موقع كينوبويسك (الروسية)